# 泉美人 (劉友母)
泉氏（？—？），南朝宋明帝的美人。元徽二年（474年）生皇七子劉友。一说宋明帝无性功能，刘友为私生子或抱养宗室之子。
泉美人早逝或被废逐，儿子刘友交给修容嫔郑氏抚养。宋明帝另有一妃子泉氏封为美人，生（一说養）始建王劉禧，但两女似无亲属关系。